# Le Sphinx (film, 1933)
Pour les articles homonymes, voir Le Sphinx.

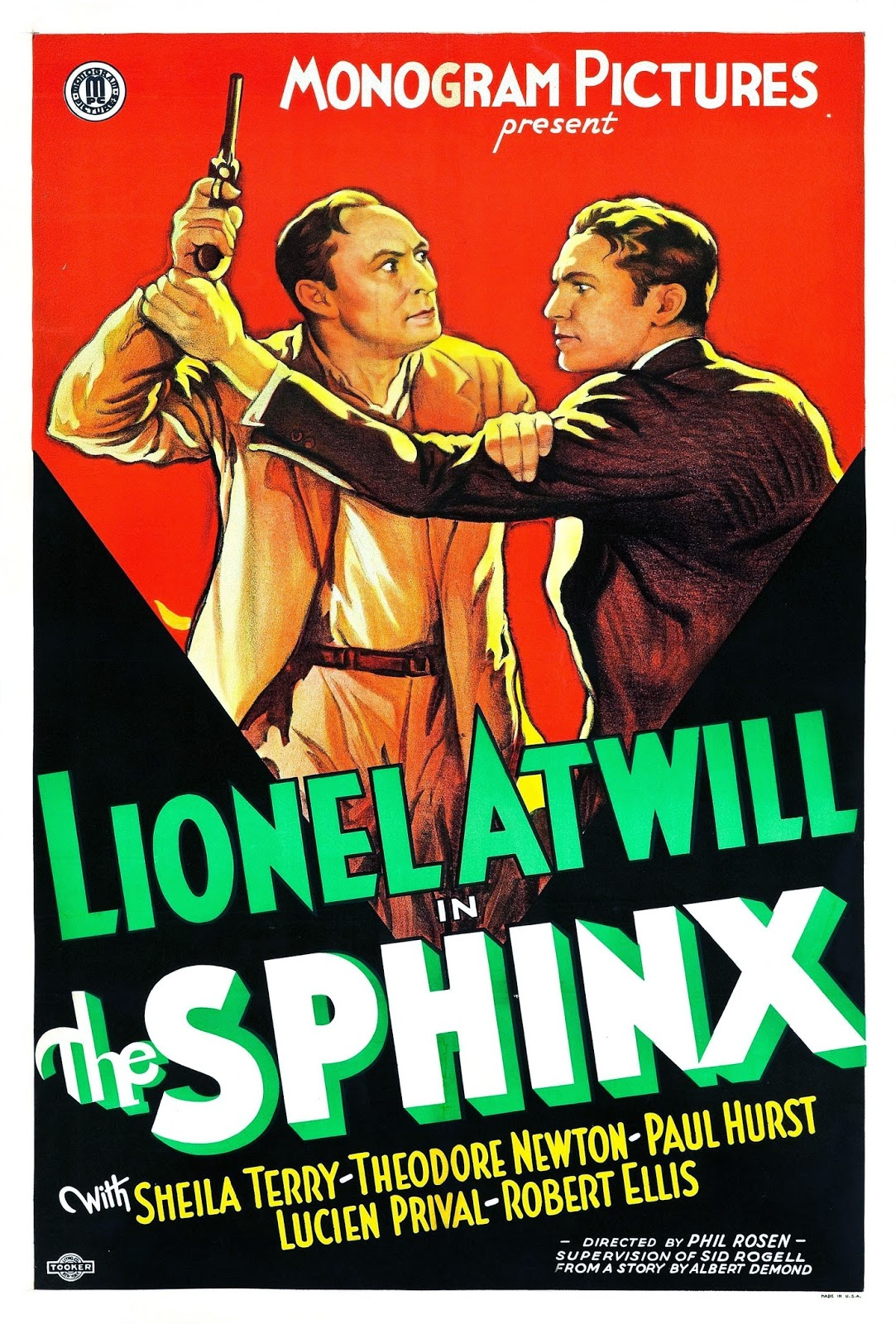
Affiche originale du film.

Le Sphinx (The Sphinx) est un film américain réalisé par Phil Rosen et sorti en 1933. Il a fait l'objet d'un remake par  William Beaudine en 1942 sous le titre Phantom Killer (en).

## Synopsis
Un homme sort du bureau de la société « Garfield Investment Company ». Il rencontre le concierge dans les escaliers et lui demande quelle heure il est. « Il est neuf heures » répond le concierge, qui veut savoir de quel appartement il est sorti. L'homme part sans répondre. Peu de temps après, le concierge trouve un homme mort dans le bureau de « Garfield Investment Company ». Le journaliste Burton du Chronicle est là pour discuter avec l'inspecteur. Avant de pouvoir le voir, il parle avec le policier qui le surveille et, au bout d'un moment, se rend compte que la Garfield Investment Company a fait faillite ce matin-là. Le concierge reconnaît sur le casier judiciaire l'homme qui est sorti du bureau, M. Breen. Durant le procès, il s'en tient à ce qu'il a vu et à ce qu'il a entendu, même si deux médecins différents témoignent que M. Breen est sourd et muet depuis sa naissance.

## Fiche technique
- Titre original : The Sphinx
- Réalisateur : Phil Rosen
- Scénario : Albert DeMond
- Producteur : Albert S. Rogell
- Photographie : Gilbert Warrenton
- Montage : Doane Harrison
- Genre : Mystère[1]
- Production : Trem Carr Pictures
- Distributeur : Monogram Pictures
- Durée : 64 minutes
- Date de sortie :
  - États-Unis : 1er juin 1933

## Distribution
- Lionel Atwill : Jerome Breen
- Sheila Terry : Jerry Crane
- Theodore Newton : Jack Burton
- Paul Hurst : Detective Terrence Aloysius Hogan
- Luis Alberni : Luigi Baccigalupi
- Robert Ellis : Inspecteur James Riley
- Lucien Prival : Jenks, the Butler
- Lillian Leighton : Mother Werner
- Paul Fix : Dave Werner
- George 'Gabby' Hayes : Det. Casey